# هیدروکسیدهای دولایه‌ای
هیدروکسیدهای دولایه‌ای (LDHs) (به انگلیسی: Layered double hydroxides) دسته‌ای از رس‌های آنیونی با ساختار لایه‌ای است که فرمول کلی آن‌ها به این صورت می‌باشد AcBZAcB]n]که c نشان دهنده لایه‌هایی از کاتیون‌های فلزی، A و B لایه‌هایی از آنیون‌های هیدروکسیدی و z نشان دهنده آنیون‌های دیگر مانند یون کربنات، یون کلرید، یون نیترید و مولکول‌های خنثی مانند آب است.
سه ویژگی مهم ترکیبات LDH؛ تبادل آنیونی، اثر حافظه و انعطاف‌پذیری کامپوزیت در آنیون‌ها و کاتیو ن‌ها می‌باشد که به راحتی می‌توان این ترکیبات را تبدیل به مواد کاربردی و نانوکامپوزیت‌هایی با کاربردهای گسترده کرد.
رس، یک خاک طبیعی، قدیمی و فراوان با اندازه ذرات کمتر از ۴ میکرومتر برروی زمین است. خاک رس معمولاً حاوی مواد آلی و مواد معدنی فیلوسیلیکاتی است. خاک رس به دلیل ظرفیت بالای نگهداری آب، سمیت کم، قابلیت درج کردن و تخلخل بالا در زمینه‌های زیادی از جمله پزشکی، مصالح ساختمانی و غیر استفاده می‌شود. با توجه به نوع بار، رس می‌تواند به دو نوع تقسیم شود:۱) رس‌های کاتیونی که لایه بیرونی دارای بار منفی به همراه با کاتیون‌هایی در فضای بین لایه‌ای هستند مانند مونت موریلونیت و ۲) رس‌های آنیونی که بر خلاف رس‌های کاتیونی هستند و لایه بیرونی دارای بار مثبت به همراه آنیون‌هایی در فضای بین لایه‌ای می‌باشند مانند هیدروکسیدهای دو لایه‌ای.

## ساختار و فرمول ترکیبات LDH
LDH توسط دسته ای از ورقه‌های معدنی انباشته از لایه‌هایی مانند بروسیت (بروسیت‌ها: مواد معدنی شامل هیدروکسید منیزیم آبدار Mg(OH)2 و به رنگ‌های سفید، خاکستری و سبزرنگ) تشکیل شده‌است که در آن هر یون 2+Mg بصورت هشت وجهی توسط ۶ یون هیدروکسید احاطه شده‌است. به دلیل جایگزین شدن یون‌های دو ظرفیتی در ساختار بروسیت توسط یون‌های سه ظرفیتی، لایه‌های هیدروکسید فلزی با بار مثبت تشکیل می‌شوند.
ترکیبات LDH نوعی جامد میهمان- میزبان با فرمول کلی می‌باشد.
```
x+
[M
2+
1-x
 M
x
3+
 (OH) 
2
](A
n-
) 
x/n
. yH2O
```

M+2 نشان دهنده یون‌های دو ظرفیتی و N+3  که نشان دهنده یون‌های سه ظرفیتی می‌باشد و این یون‌ها عمدتاً از دوره‌های سوم و چهارم جدول تنوبی می‌باشند. M+2 مانند، Mg+2 Ca+2، Mn+2، Cu+2، Fe+2 و N+3 مانند Al+3، Fe+3، Ga+3 و غیره می‌باشند.
X-n اشاره به آنیون‌های n ظرفیتی در بین لایه‌ها دارد. فضای بین لایه‌ای LDH شامل آنیون‌های مختلف مانند NO-3، Cl- , CO-23 و مولکول‌های آب است.
در فرمول مذکور x نسبت مولی بین یون‌های دوظرفیتی و سه ظرفیتی می‌باشد به اینصورت که (M+2/(M3++M+2 و معمولاً بین ۰٫۴–۰٫۲ می‌باشد. مقدار x به ترکیب LDH بستگی دارد؛ لذا این محدوده از x به عنوان بیشینه فاصله در نظر گرفته می‌شود.
تمام یون‌های فلزی دوظرفیتی با شعاع یونی Å ۰٫۶۲–۰٫۸۰ و تمام یون‌های فلزی سه ظرفیتی با محدوده شعاع Å ۰٫۶۲–۰٫۶۹ می‌توانند در لایه‌های هیدروکسیدی LDH قرار بگیرند. اگر شعاع کاتیون فلزی بیشتر از مقادیر ذکرشده باشد، آرایش هشت‌وجهی لایه‌ها با باز شدن یک طرف هشت وجهی از بین می‌رود.

## ویژگی‌های کلی ترکیبات LDH
* خصوصیات مورفولوژیکی
ویژگی‌های مورفولوریکی، سطح ویژه، اندازه ذرات و تخلخل‌ها برای توصیف ترکیبات و شناخت ساختار LDH ضروری است. ساختار لایه‌ای ترکیبات LDH تحت شرایط کلسیناسیون در دمای خاص به اکسیدها یا مخلوطی از اکسیدها تبدیل شده‌است و مورفولوژی آن‌ها را تغییر می‌دهد. سطح ویژه LDH به روش و شرایط سنتز بستگی دارد، سطح ویژه LDH می‌تواند بین ۵۰ تا 200 m2g-1 متفاوت باشد.
* پایداری حرارتی
بررسی رفتار حرارتی در ترکیبات LDH، با استفاده از آنالیز TGA و DSC انجام می‌شود. مراحل تجزیه حرارتی ترکیبات LDH و محدوده دمایی مورد نیاز برای هر مرحله به چندین عامل بستگی دارد؛ نوع LDH (انواع کاتیون‌های فلزی و آنیون‌های بین لایه‌ای، نسبت مولی و…)، میزان حرارت و اتمسفر خنثی (نیتروژن یا اکسیژن). تجزیه ترکیبات LDH سنتزشده معمولاً در دو مرحله اصلی از دست دادن جرم اتفاق می‌افتد.
* قابلیت تبادل آنیون
ویژگی مهم ترکیبات LDH، ظرفیت بالای تبادل آنیون‌ه ا است که به فاکتورهای مهمی ازجمله میزان کاتیون‌های فلزی، قابلیت آنیون‌های درج شده برای ایجاد لایه‌ای پایدار و جرم مولکولی کاتیون و آنیون بستگی دارد. آنیون‌های بین لایه‌ای LDH به سادگی می‌توانند با مولکول‌هایی با بار منفی جایگزین شوند.
* اثر حافظه
یکی از ویژگی‌های جالب ترکیبات LDH، اثر حافظه است. این ترکیبات با حرارت دادن در دماهای بالا (معمولاً بالاتر از ۴۰۰ درجه سانتی گراد) مولکول‌های آب و سایر بخش‌های آلی خود را از دست می‌دهند بنابراین، ساختار لایه‌ای از بین می‌رود و اکسیدهای فلزی تولید می‌شوند که به عنوان اکسیدهای دولایه شناخته می‌شوند. هنگامی‌که در محلول مناسبی مانند آب غوطه ور می‌شود، ساختار لایه‌ای دوباره شکل گرفته و ترکیبات LDH تشکیل می‌شوند.

## روش‌های سنتز
مواد دو بعدی با دو روش متفاوت به نام بالا- پایین و پایین- بالا  سنتز می‌شوند. روش بالا- پایین بر اساس لایه لایه کردن ساختارهای چند لایه و روش پایین- بالا بر اساس رشد صفحه‌های دو بعدی از پیش سازه‌های نمکی است.
برای تهیه این دسته از مواد دوبعدی، دو روش کلی مستقیم و غیرمستقیم وجود دارد؛
- مستقیم مانند هم‌رسوبی، سل-ژل، رشد لایه درجا، آبکافت اوره و غیره
- غیر مستقیم مانند فرایند تبادل آنیون و بازسازی

ترکیبات LDH را می‌توان با روش‌هایی که قابلیت کنترل ساختار، ترکیب و شکل را دارند سنتز کرد. متدوال‌ترین روش سنتز در روش غیرمستقیم، هم رسوبی می‌باشد که شامل مخلوطی از پیش سازنده‌های نمکی به همراه یک محلول قلیایی مانند NaOH برای کنترل PH محلول به حدود ۱۰ است.
متداول‌ترین روش در روش‌های غیرمستقیم، تبادل آنیون می‌باشد که محلول حاوی آنیون‌های هدف، جایگزین آنیون‌های میزبان می‌شود. تبادل میزبان- مهمان به نیروهای الکترواستاتیک بین لایه‌های LDH با بار مثبت و آنیون‌های تبادل شده بستگی دارد.

## کاربردها
کاربرد این دسته از مواد به دسته کلی پزشکی، محیط زیست و ساختمانی دسته‌بندی می‌شوند.
پزشکی
فضای بین لایه‌ای LDH شامل آنیون‌های مختلف و مولکول‌های آب می‌باشد. آنیون‌های بین لایه‌ای با لایه‌های میزبان پیوند ضعیفی برقرار می‌کنند و طیف گسترده‌ای از آنیون‌ها در حین تشکیل شدن ساختار لایه‌ای یا از طریق قابلیت تبادل آنیون در ساختار درج می‌شوند. و طیف گسترده‌ای ازآنیون‌ها ازجمله آنیون‌های غیرآلی مانند CO3-2 و آنیون‌های آلی مانند بنزونات و همچنین مولکول‌های زیستی مانند DNA قابلیت درج شدن در فضای بین لایه‌ای LDH دارند. مولکول‌های دارویی مانند ایبوبروفن نیز می‌تواند در فضای بین لایه‌ای LDH درج شود و نانوکامپوزیت‌هایی با قابلیت کاریرد در سیستم‌های دارورسانی و رهایش دارو را فراهم آوردند.
محیط زیست
این ترکیبات در زمینه کشاورزی نیز کاربردهای فراوانی دارند. سموم دفع آفات، ماده ای شیمیایی است که برای کنترل یا دفع آفات از جمله حشرات، گیاهان نامطلوب، قارچ‌ها، باکتری‌ها و ویروس‌ها مورد استفاده قرار می‌گیرند. استفاده از سموم دفع آفات در کشاورزی باعث افزایش بهره‌وری محصولات زراعی می‌شود، اما به دلیل انباشته شدن این سموم در سطح خاک و آب‌های زیرزمینی می‌تواند اثر مخربی بر محیط زیست بگذارد. استفاده مداوم از سموم دفع آفات می‌تواند باعث آلودگی هوا، آلودگی آب و انقراض گونه‌های در معرض خطر شود؛ بنابراین دانشمندان به دنبال حداقل مقدار سموم دفع آفات می‌باشند که از خاک و آب‌های زیرزمینی محافظت کنند.
در این زمینه LDH به دلیل سمیت سلولی نسبتاً کم برای گیاهان و حیوانات، ظرفیت جذب بالا و خاصیت کلوییدی می‌تواند به عنوان یک ماده مؤثر عمل می‌کند. بسته به نوع کاربردها در صنایع کشاورزی، از LDH به دو روش مختلف استفاده می‌شود؛ ۱)بعنوان جاذب ۲) بعنوان مبدل آنیون در نتیجه هیدروکسیدهای دولایه‌ای به دلیل سطح ویژه بالا، تخلخل‌های زیاد و تعداد مکان‌های اصلی می‌توانند به عنوان یک ماده جاذب عمل کنند، بنابراین سموم موجود در خاک و فاضلاب تصفیه نشده را می‌توان از طریق جذب سطحی به حداقل رساند.
نانوکامپوزیت‌های LDH-پلیمر نیز کاربردهای زیادی از جمله در بسته‌بندی مواد غذایی و بازدارندگی شعله نیز دارند. پلیمرها به‌دلیل خواص مکانیکی و شیمیایی مطلوب، کاربردهای بسیاری دارند اما اشتعال‌پذیری و احتراق آن‌ها، استفاده از این مواد را محدود ساخته‌است. افزون براین، گازهای سمی حاصل از احتراق مواد پلیمری نیز خطرهای ناشی از آتش را افزایش داده‌است. بازدارنده‌های شعله افزون بر مقاومت در برابر احتراق، توانایی سرکوب کردن دود در صورت آتش‌سوزی را دارند، زیرا اکثر تلفات ناشی از خفگی است. مطالعات اخیر نشان داده‌است که ترکیبات LDH دارای خاصیت مهارکننده شعله بهتری نسبت به هیدروکسید آلومینیوم و منیزیم می‌باشند. هیدروکسیدهای دولایه بازدارنده شعله‌های سبز هستند و می‌توانند از دو راه مختلف به عنوان بازدارنده شعله عمل کنند ۱) به دلیل تجزیه درون گرمایی به‌عنوان جاذب گرما عمل می‌کند ۲) در اثر تجزیه، مخلوطی از اکسیدهای فلزی تشکیل می‌دهد که به عنوان یک لایه عایق روی سطح عمل می‌کند. بازدارندگی شعله LDH با درج کردن آنیون‌های مناسب مانند بورات، فسفات و غیره به داخل فضای بین لایه‌ای LDH افزایش می‌یابد. با کنترل ترکیب لایه‌ها و همچنین فضای بین لایه‌ای می‌توان خاصیت بازدارنده شعله LDH را بهبود داد.
ساختمانی
از جمله کاربردهای جالب این دسته از مواد دوبعدی در مصالح ساختمانی می‌باشد. مسئله خوردگی ناشی از کلرید در بتن یک مشکل جدی است که بر روی زیرساخت‌ها در سطح جهان تأثیر گذاشته و باعث ایجاد خسارات عظیم اقتصادی شده‌است. هیدروکسیدهای دولایه‌ای اخیراً به عنوان دسته جدیدی از مواد افزودنی بتن با پتانسیل افزایش مقاومت به کلرید در بتن و کاهش خوردگی ظاهر شده‌اند. مهمترین مزیت استفاده از LDH در بتن، بهبود مقاومت در برابر کلرید و کربناته شدن بتن است. در نتیجه می‌تواند طول عمر سازه‌های بتنی در معرض محیط‌های خورنده را افزایش دهد. اگرچه افزودن LDH در درجه اول با هدف بهبود مقاومت در برابر کلرید / کربناته انجام می‌شود، اما می‌تواند بر هیدراتاسیون، استحکام، ریزساختار و سایر خصوصیات بتن تأثیر بگذارد. درحال حاضر اطلاعات دقیقی در مورد دوز بهینه LDH در بتن وجود ندارد، اما مقدار %۲ به عنوان آستانه افزودن LDH مشخص شده‌است. مقدار بیشتر از LDH می‌تواند باعث تجمع ذرات شود و تأثیر روی خواص کلیدی مانند دوام کلرید و مقاومت فشاری شود.

## مشخصه‌یابی
- الگوی پراش پرتو ایکس

یک روش مهم برای توصیف ساختار بلوری LDH و همچنین اندازه‌گیری فاصله بین‌لایه‌ای (d)، تجزیه و تحلیل XRD است. قله‌های تیز مربوط به صفحات (00n) نشان از تشکیل بلور LDH است و از رابطه براگ فاصله پایه بین صفحات LDH قابل محاسبه است. با استفاده از الگوی XRD ترکیبات، می‌توان به حضور ترکیبات آلی، معدنی و یون‌های مختلف در بین لایه‌ها پی برد، زیرا فاصله بین لایه‌ها در حضور ترکیبات دیگر افزایش می‌یابد در نتیجه پیک مربوطه به مقادیر کمتر ۲θ منتقل شده و طبق قانون براگ، d افزایش می‌یابد.
- میکروسکوپ الکترونی روبشی (SEM)

این میکروسکوپ یکی از روش‌های تولید تصاویر با روبش یک پرتو الکترونی روی سطح نمونه است از SEM برای تعیین اندازه و شکل ذرات LDH و کامپوزیت‌های مبتنی بر LDH استفاده می‌شود.
- طیف‌سنج مادون قرمز

این طیف‌سنجی در ناحیه فروسرخ انجام می‌شود و طول موج‌ها بیشتر از طول موج مرئی هستند و باعث ارتعاش پیوندهای بین دو اتم می‌شود، این ارتعاش برای هر پیوند منحصر به فرد است. طیف FTIR با تشکیل‌شدن قله‌های پیوندی مربوط به آنیون‌های بین لایه‌ای، مولکول‌های آب بین لایه‌ای، پیوند O-H مربوط به لایه هیدروکسیدی و پیوند M-O شبکه، تبلور LDH را تأیید می‌کند. باندهای FTIR در 1356cm-1 و 1382cm-1 اشاره به حضور یون‌های کربنات و نیترات و باندهایی در 1632cm-1 و 3440cm-1 اشاره به حضور مولکول‌های آب در فضای بین لایه‌ای دارد.
- آنالیز حرارتی

آنالیز توزین حرارتی یکی از روش‌های آنالیز حرارتی ساده و کاربردی است که تغییرات جرم نمونه را در اثر افزایش دما اندازه‌گیری می‌کند. با استفاده از نمودار TGA می‌توان دمای شروع و پایان تجزیه حرارتی نمونه، همچنین تغییرات درصد وزنی نمونه در دماهای متفاوت را اندازه‌گیری کرد.